# Ханья
Ханья́ (грец. Χανιά /xa'ɲa/; італ. La Canea /kaˈnɛa/; тур. Hanya) — місто в Греції, у периферії Крит, столиця однойменного ному Ханья. Відоме пам'ятками венеційської та османської доби. Має власний міжнародний аеропорт «Іоанніс Даскалоянніс».

## Історія

### Прадавня доба та античність

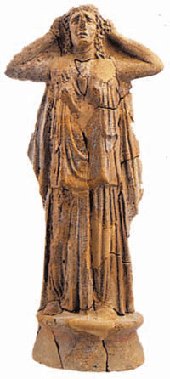
Глиняна, знайдена в Ханьї, 4-3 століття до н. е.

У прадавню добу на місці сучасної Ханьї існувало мінойське місто Кідонія (грец. Κυδωνία, дослівно — айва). Найважливіші археологічні свідчення існування прадавнього міста були знайдені при розкопках у районі замку у Старому місті. Цей район був заселений уже в епоху неоліту. Після завершення мінойської доби, у класичний період, місто перетворилось на потужний поліс, що розрісся від Ханійської гавані до Білих гір, або Лефка-Орі.
Перша велика хвиля переселенців з материкової Греції прийшла з дорійцями близько 1100 до нашої ери. Кідонія постійно перебувала у стані війни з іншими критськими містами-держави, як наприклад, Аптерою, Фаласарною та Поліринією. Перша літературна згадка про Кідонію є у Гомеровій «Одісеї». У 69 до н. е. римський консул Квінт Метелл Критський розбив критян і завоював Кідонію, якій втім надав пільги незалежного міста-держави. Також за Кідонією зберігалось право карбувати власну монету до III століття нашої ери.

### Візантійська доба
Початок християнського періоду візантійського правління (Перший візантійський період, 395–824 роки) і панування арабів, які власне і назвали поселення Ханья, недостатньо добре документований. Спершу поширення християнства на острові всіляко віталось, проте за арабів наприкінці VII століття християнське населення піддавалось переслідуванням, більшість православних мали покинути місто та оселялись у горах. 961 року Візантійська імперія відвоювала місто — так розпочався, так званий, Другий візантійський період, який тривав до 1204. У цей час місто активно зміцнювалось з тим, щоб запобігти можливому вторгненню арабів.

### Венеційська доба
Після Четвертого хрестового походу 1204 р. і падіння Візантії, Крит було віддано Боніфацію І Монферратському. Він, у свою чергу, вирішив продати острів Венеційській республіці за 100 марок срібла. У 1252 році венеційцям вдалося придушити повстання критян. Однак вже 1263 року місто було завойоване суперниками Венеції — Генуєю та її союзниками під проводом Мальтійського графа Енріко, який управляв містом до 1285 року, коли венеційці спромоглись повернути собі Ханью. У цю добу розпочався період розквіту міста, яке у венеційський період мало назву Каніа (Canea) і перетворилось на значний середземноморський торговельний центр. Місто інтенсивно розбудовувалось, зведено численні оборонні фортифікації, деякі з них збереглись донині.
Спочатку венеційська влада проводила дуже сувору політику щодо критян, але поступово відносини між мешканцями острова та владою налагодились, дві культури розпочали своє мирне співіснування, доповнюючи одна одну. Проте, Крит поступово втрачав свій суто грецько-православний характер. З іншого боку, після падіння Константинополя 1453 року, багато православних священників, монахів та іконописців знайшли собі прихисток на Криті і зміцнили візантійську релігію та сприяли збереженню еллінської культури на острові.

### Османська доба

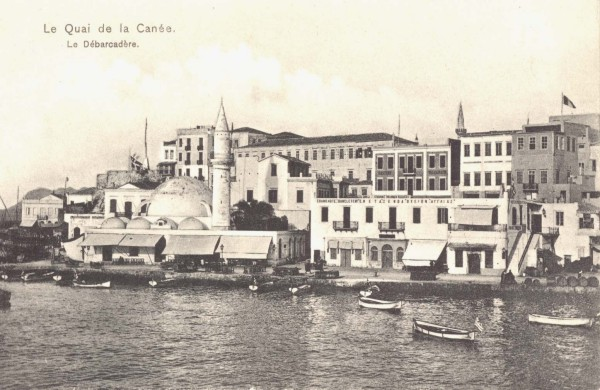
Ханья османської доби

Венеційскі фортифікаційні укріплення витримали двомісячну облогу міста османами 1645 року, проте зрештою їм вдалось захопити Ханью 2 серпня 1645 р. — однією з останніх серед міст Еллади. Під час облоги загинули тисячі як з боку критян, так і збоку османів. Османській полководець за те, що втратив 40 000 воїнів, аби здобути місто, після повернення на батьківщину був страчений.
У самому ж місці розпочалось переслідування православ'я, усі храми Ханьї були перетворені на мечеті, міська скарбниця розграбована. Османи оселились у східній частині кварталів Кастелі та Спланція. Тут вони перетворили Домініканський собор Святого Миколая на центральну мечеть (тур. Hünkar Camisi). Також османи побудували нові мечеті, такі як тур. Küçük Hasan Camisi. Іншою характерною рисою османського міста було зведення громадських лазень (хамамів), а також численних фонтанів. Ханья ж була обрана резиденцією критського паші.
1821 року розпочалась грецька національно-визвольна війна проти османського панування, зіткнення між греками і османами спалахували і в Ханьї, на що османська влада відповіла жорстокою розправою над православними. Єпископ міста Кіссамос був повішений на дереві у кварталі Спланція за участь у революційних подіях. У 1878 році відповідно до підписаного у Ханьї договору між султаном Абдулою Гамідом ІІ та представниками кількох європейських держав, християнам Ханьї були надані певні права.

### Новогрецький період

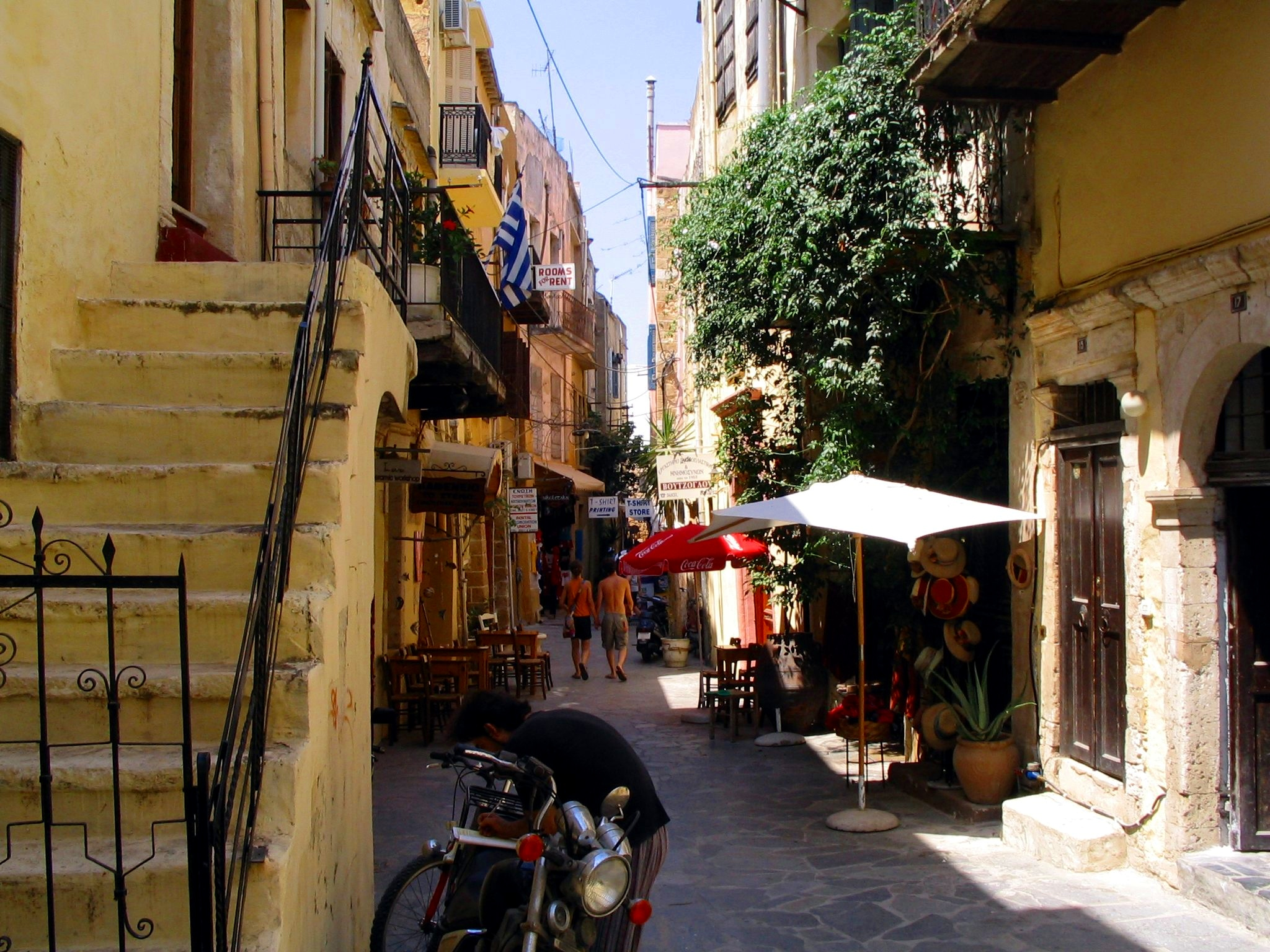
Вуличка сучасного міста

У 1898 році в результаті потужного руху за незалежність та енозіс Великі держави Ханья стала столицею напів-автономної держави Крит («Kritiki Politeia»). Впродовж наступних років Крит навіть випускав власні гроші. Це був дуже важливий перехідний період. Залишаючись не ізольованим від османського вілаєту, місто стає більш космополітичним і процвітаючим, відновлюється його роль торговельного центру на перехресті морських шляхів між Європою та Сходом. Бурхливо розвивалось і культурне життя Ханьї: засновуються наукові та мистецькі товариства, будуються школи, зрештою виникає верства нової аристократії. У кварталі Халепа з'являється багато неокласичних будівель посольств і консульств із цього періоду.
Однак все ж головною метою залишався енозіс з Грецією, цю ідею запропонував видатний грецький політик, уродженець міста Ханья, Елефтеріос Венізелос. Перебуваючи в опозиції до принца Георга, що управляв Критом, він зорганізував кілька повстань, а також Революцію у Теріссі 1905, в результаті якої влада Георга була повалена, і керівництво над Критом обійняв Александрос Заїміс. Нарешті 1908 року Венізелосу вдалося створити революційний уряд, визнаний Великими державами. Обрання Елефтеріоса Венізелоса прем'єр-міністром Греції 1910 року стало останнім кроком перед об'єднанням Криту з Грецією, що і відбулось 1 грудня 1913 року. Цього дня грецький прапор було піднято вперше над Фортом Фіркас у присутності Венізелоса та короля Костянтина І. Впродовж наступного періоду османи переселялися із Ханьї до Османської імперії. Під час греко-турецького обміну населення 1923 більшість мусульман, що все ще залишались у місті, виїхали до Туреччини.

### Друга світова війна
Місто постраждало від бомбардувань, а населення — від німецької окупації. У південній частині міста розміщалась британська артилерійська батарея, яка успішно відбивала атаки ворога під час німецького повітряного десанту в 1941 році, аж поки закінчились набої, і британські війська змушені були покинути Крит. Мешканці вели партизанську війну проти німців, і багатьох з них було вбито або ув'язнено через участь у русі опору.

### Сучасна Ханья
Впродовж 1950-х років місто поступово відновило свій нормальний ритм життя, позбувшись наслідків війни. У 1970-х роках Ханья стала привабливим туристичним об'єктом як для греків, так і для закордонних відвідувачів. Хоча столиця Криту перенеслась до Геракліона, Ханья продовжує отримувати прибутки від туризму та від вирощування маслин і іншої сільськогосподарської продукції і відігравати свою культурну роль для острова і всієї Греції.

## Сучасні квартали міста

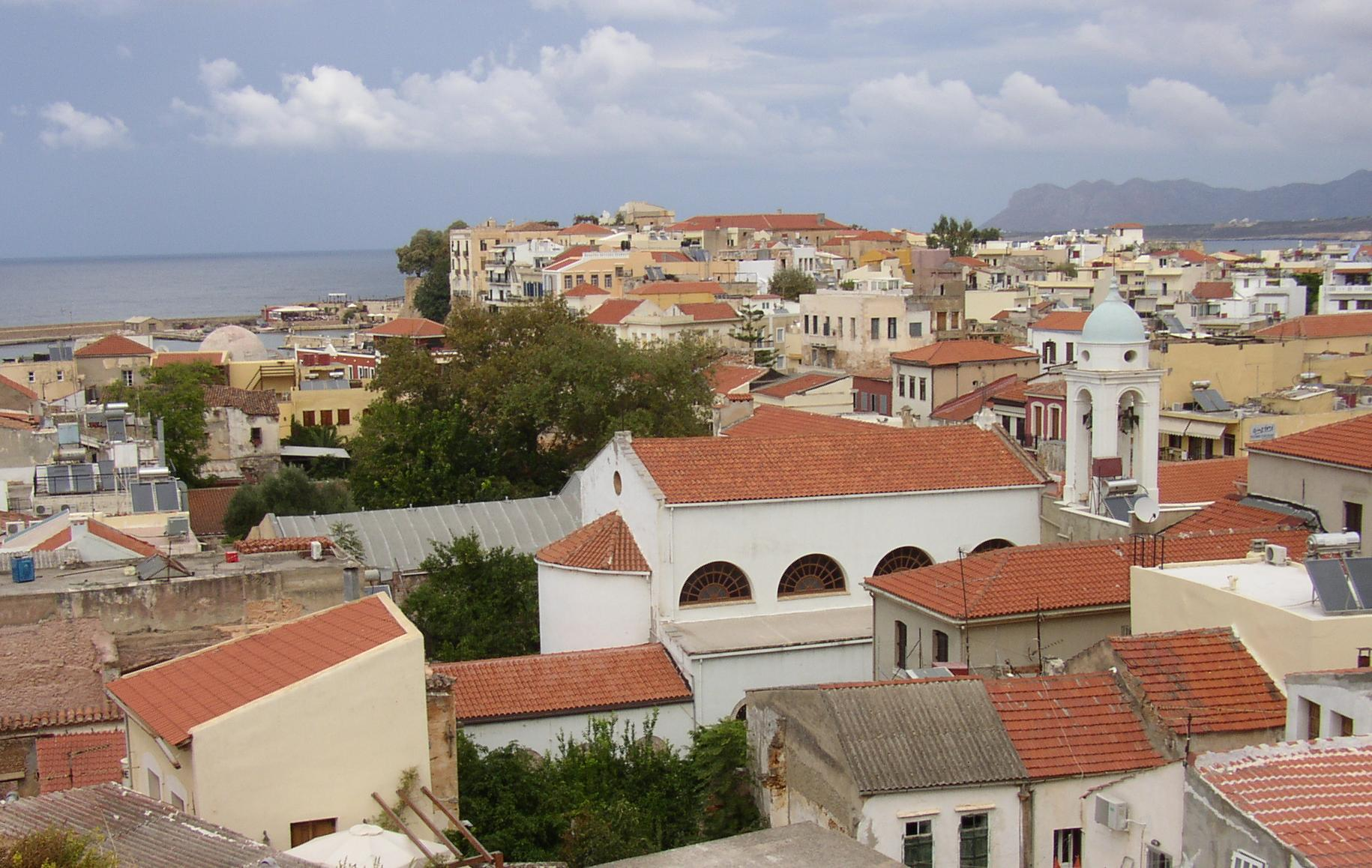
Квартал Кастелі

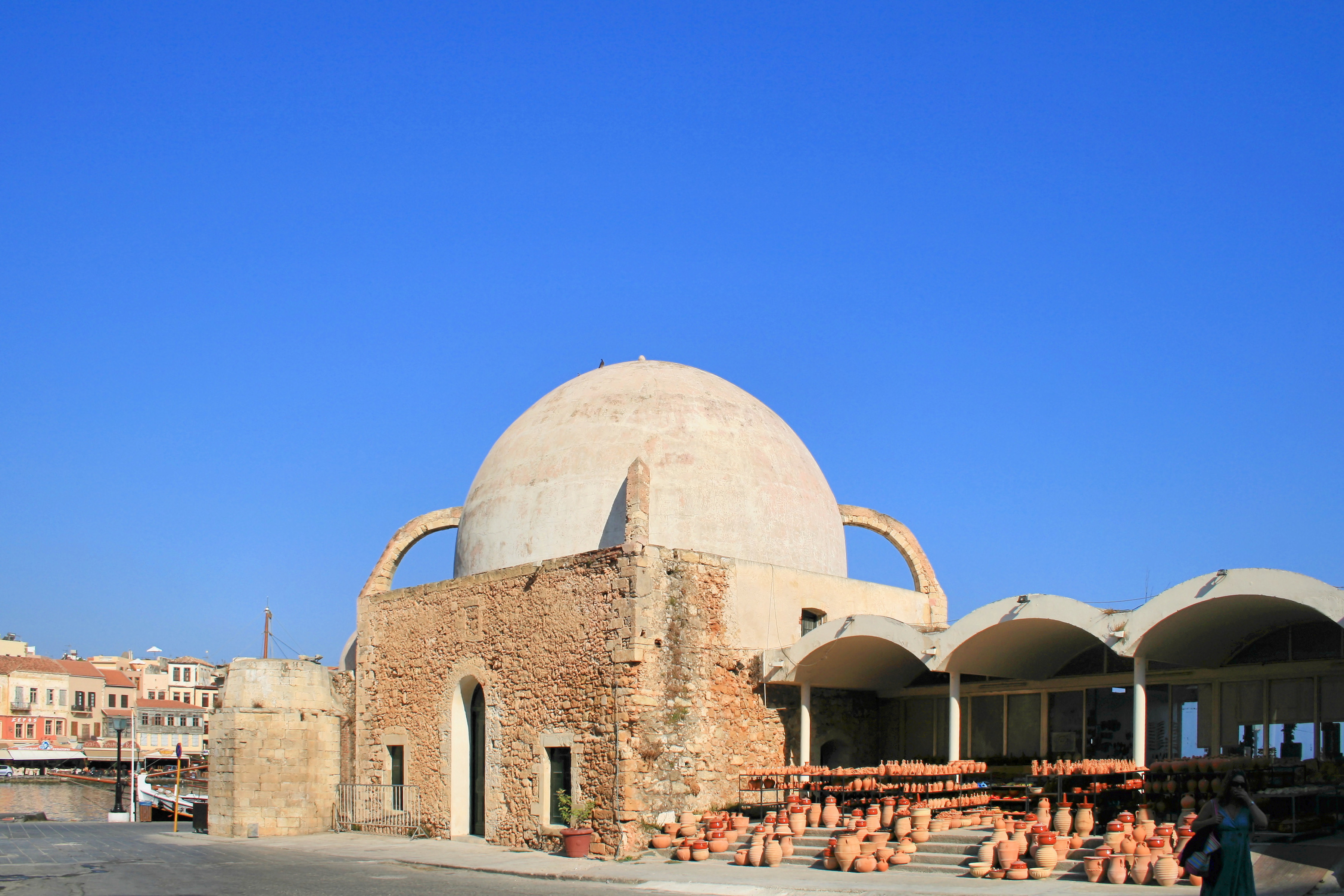
Мечеть Яничарів

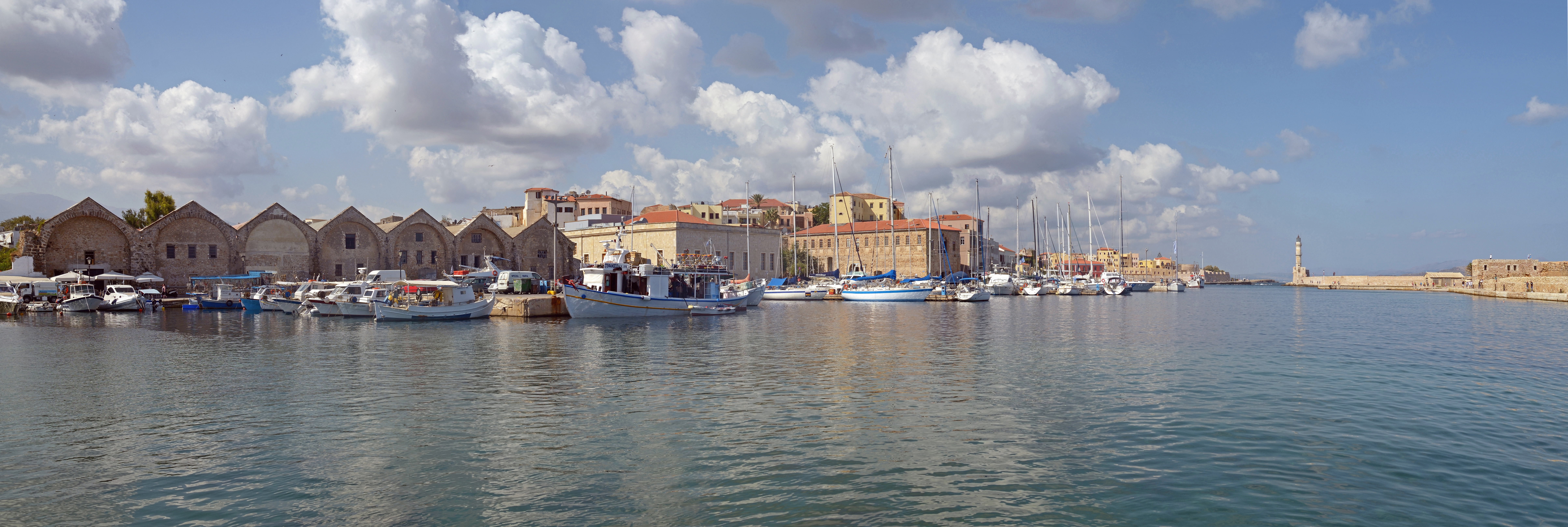
Старий порт Ханьї

- Квартал Топана
- Єврейський квартал
- Квартал Синтривані
- Квартал Кастелі
- Квартал Спладза

## Визначні місця
- Старе місто та старий порт
- Венеційський маяк
- В'язниця османської доби
- Фортеця Фіркас
- Бастіон Ск'яво

### Музеї
- Археологічний музей
- Музей фольклору
- Історичний архів
- Морський музей Криту
- Художня галерея
- Візантійська та пост-візантійська колекція
- Будинок-музей Елефтеріоса Венізелоса
- Військовий музей

## Населення
| Рік  | Місто  | Муніципалітет |
| ---- | ------ | ------------- |
| 1981 | 49,471 |               |
| 1991 | 54,007 |               |
| 2001 | 58,373 |               |

## Персоналії
- Елефтеріос Венізелос — прем'єр-міністр Греції.
- Константінос Міцотакіс — прем'єр-міністр Греції.
- Константінос Манос — письменник, політик.
- Нана Мускурі — грецька співачка.
- Алексіс Мінотіс — кінорежисер.
- Костас Мунтакіс — музикант, популяризував традиційну музику Криту.
- Елені Даніліду — тенісистка.
- Андреас Глініадакіс — баскетболіст
- Антоніс Катінакіс — віртуозний виконавець музики для бузукі.
- John Aniston  - батько Дженіфер Еністон.